# Fiorella Caballero
Fiorella Jharleny Caballero Velásquez (Villa María del Triunfo, Lima, 6 de diciembre de 2007), es una cantante peruana de baladas y cumbia. Participó en diversos concursos de talentos de la televisión peruana. Ganadora de Yo Soy Kids a los 13 años, y forma parte de la agrupación musical Papillón.

## Biografía

### 2016-2018: Primeros años
A partir de los seis años nace su interés por la música, viendo a unos tíos cantando temas de moda en concurridas peñas de Chimbote. Desde el 2016, participó en competencias de canto organizadas por centros comerciales y centros educativos. Seguidamente en el año 2018, Caballero hace su aparición en Súper kids programa transmitido por Latina Televisión, logrando pasar la primera instancia del programa.

## Trayectoria profesional

### 2019-2024: Yo soy Kids - Proyecto como solista
En el año 2019, Caballero participó en la cuarta temporada de Yo soy Kids imitando a Laura Pausini, del cual terminó como finalista. Posteriormente, en el año 2021 volvió al programa, resultando ganadora.
En noviembre de 2021, siguiendo su carrera como solista, participa en La voz Kids, quedando como semifinalista, bajo el equipo Daniela Darcourt.
En 2024, representó a su institución educativa en los Juegos Florales Escolares Nacionales, obteniendo el primer lugar en la categoría Canto.

### 2025-presente: Papillón
En el año 2025, Caballero participó en el casting que la orquesta de cumbia Papillón estaba realizando a nivel nacional. En el mes de abril, Fiorella resulta ganadora y es presentada a nivel nacional en un programa de televisión llamado Mande quien mande transmitido por América Televisión.

## Discografía

### Sencillos
- Chola soy[8]
- Nostalgia
- Ahora tú
- Te perdí

### Canciones con Papillón
- Mix Se Fue[9]